# Ghanees-Surinaamse betrekkingen
Ghanees-Surinaamse betrekkingen verwijzen naar de huidige en historische betrekkingen tussen Ghana en Suriname.

## Geschiedenis

### Slavernij
Historisch bestaan er banden tussen Suriname en Ghana, omdat veel voorouders van Surinamers in Ghana tot slaaf gemaakt werden. Doordat de marrons zich in Suriname aan de slavernij wisten te onttrekken, hebben ze veel van de Ghanese tradities, rituelen en gewoonten van generatie op generatie bewaard.

### Diplomatieke banden

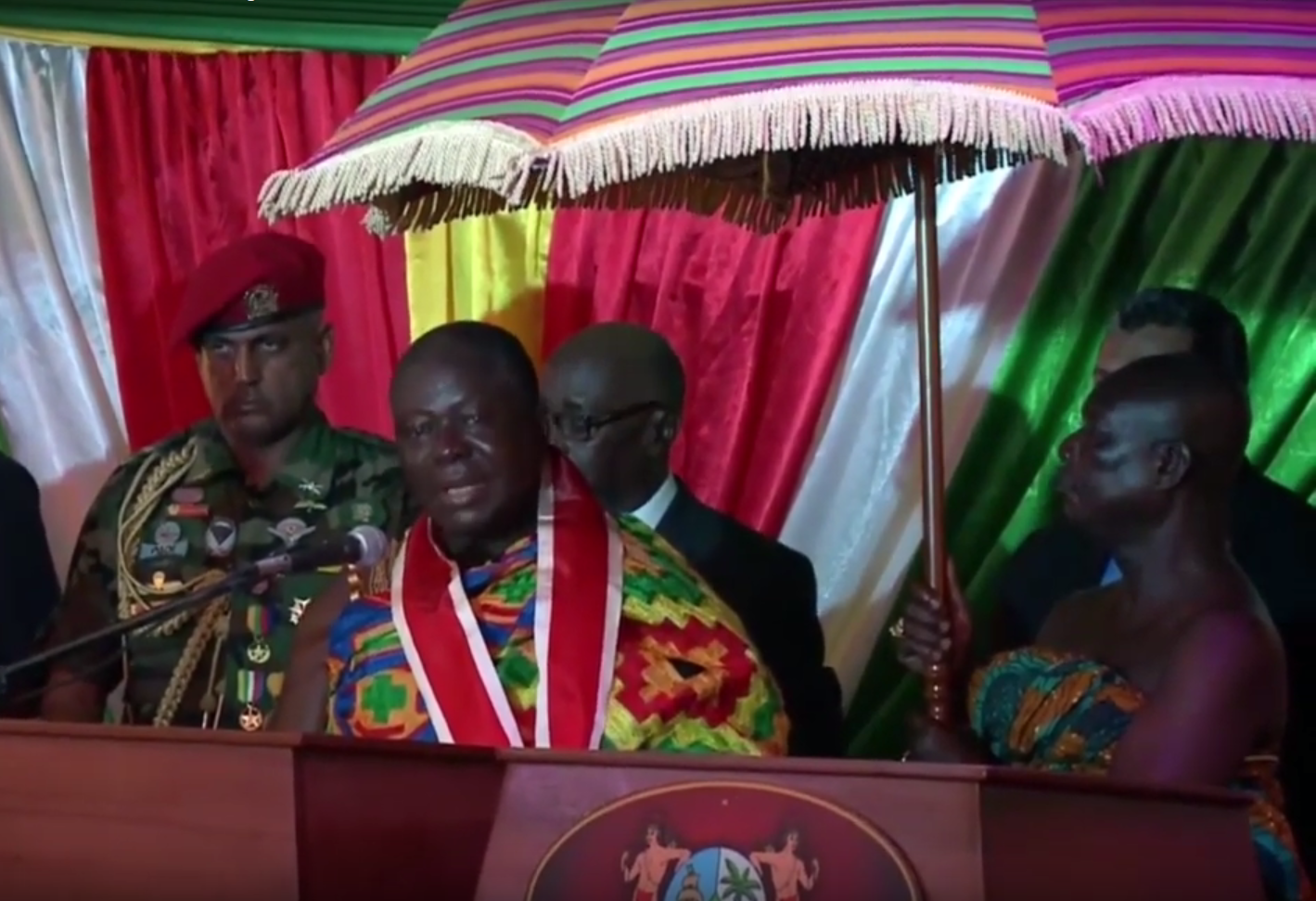
Onderscheiding van Osei Tutu in Suriname, 2018

In augustus 1987 maakte legerleider Desi Bouterse samen met minister Henk Heidweiller van Buitenlandse Zaken een officieel bezoek aan Ghana.
In november 2018 werden relaties bevestigd met het eerste bezoek van een Ghanese Ashanti-koning aan Suriname. Toen maakte koning Otumfuo Nana Osei Tutu II een officieel bezoek, waarbij hij ontvangen werd door president Bouterse samen met de vicepresident en vijf ministers. Zijn eigen gevolg bestond uit een 40-leden tellende delegatie van onder meer ondernemers. Hij bracht bloemenhulde bij drie monumenten, gaf een lezing aan het Institute for Graduate Studies & Research en woonde verschillende evenementen bij, waaronder de viering van Srefidensi.
In juni 2022 bracht koning Koning Nana Osei Asibey Okofobour I een bezoek aan Suriname. Hij is koning van een Oost-Ghanees volk in Kwahu Praso van enkele honderden duizenden mensen verspreid over achthonderd dorpen. Hij vertelde vanaf zijn jeugd te hebben gehoord van Suriname en gekozen te zijn vanwege zijn interesse in het land. Hij had daarvoor een lange reis afgelegd. Hij kon geen geld schenken maar wilde graag zijn cultuur delen met Surinamers.

## Ambassades
Suriname heeft sinds 2019 een ambassadeur in Ghana. De vestiging van de ambassade viel samen met het Year of Return, ter herdenking aan 400 jaar slavernij van Ghanezen in Amerikaanse kolonies. De ambassade werd in augustus 2019 in gebruik genomen door Natasha Halfhuid als eerste ambassadeur.
Ghana heeft een niet-residerende ambassadeur voor Suriname in Brasilia. In 2020 was ambassadrice Abena Pokua Adompim Busia in Suriname om onder meer een directe vliegverbinding tussen beide landen te bepleiten.

## Ghana-Suriname Kamer van Koophandel
De viering van het Year of Return in 2019 vormde een jaar eerder inspiratie voor Susan Alfred-Walcott voor de oprichting van een Ghana-Suriname Kamer van Koophandel. Voorafgaand aan het initiatief hadden de Ghanese autoriteiten haar gevraagd om de promotie van Suriname en het Caribisch deel van Nederland tijdens het jubileumjaar op zich te nemen. De leiding van de Kamer ligt sinds medio 2020 in handen van Barryl Biekman.